# Fórmula Master Internacional
La Fórmula Master Internacional fue un campeonato de automovilismo que se disputó con monoplazas en circuitos de Europa desde el año 2005 hasta 2009. En su primera temporada se llamó 3000 Pro Series y fue organizada por Peroni Promotion. Para 2006, el nombre cambió a Masters Internacional de Fórmula 3000 y el organizador a MTC Organisation. La categoría fue impulsada por N.Technology desde la edición 2007, al mismo tiempo que tomó la denominación final.
Los Fórmula Master usaban motores Honda atmosféricos de cuatro cilindros en línea, 2.0 litros de cilindrada y una potencia máxima de 250 CV, es decir ligeramente más potentes que los que equipan los Fórmula 3.
En 2008 se corrió por única vez la Fórmula Master Italia, un campeonato reducido a pilotos y circuitos italianos.

## Circuitos
Salvo la temporada inaugural de 2005, cuyas carreras fueron en su mayoría independientes a otros torneos, la Fórmula Master solía disputar sus fechas como antesala del Campeonato Mundial de Turismos (WTCC). Las excepciones fueron la fecha de Estoril de 2006, y las de Hungaroring y Spa-Francorchamps de 2009, en las que fue telonera del Gran Premio de Hungría y el Gran Premio de Bélgica de Fórmula 1. En cambio, la Fórmula Masters no acompañó al WTCC en tres carreras de ésta en suelo europeo: Cheste 2006, Zandvoort 2007 y Boavista 2009.
| - Adria (2005) - Anderstorp (2007) - Brands Hatch (2006-2009) - Cheste (2007-2009) - Brno (2006-2009) - Boavista (2007) - Estambul (2006) | - Estoril (2006, 2008) - Hungaroring (2009) - Imola (2005, 2008-2009) - Lausitzring (2005) - Magny-Cours (2006) - Misano (2005) - Monza (2005-2008) | - Mugello (2005) - Oschersleben (2006-2009) - Pau (2007-2009) - Spa-Francorchamps (2005, 2009) - Vallelunga (2005) |

## Campeones
| Año                          | Campeón                      | Equipo campeón        | Ganador clase secundaria |
| 3000 Pro Series              | 3000 Pro Series              | 3000 Pro Series       | 3000 Pro Series          |
| ---------------------------- | ---------------------------- | --------------------- | ------------------------ |
| 2005                         | Norbert Siedler Max Busnelli | Draco Junior Team     |                          |
| F3000 International Masters  |                              |                       |                          |
| 2006                         | Jan Charouz                  | Charouz Racing System |                          |
| Fórmula Master Internacional |                              |                       |                          |
| 2007                         | Jérôme d'Ambrosio            | Cram Competition      |                          |
| 2008                         | Chris van der Drift          | JD Motorsport         | F: Marcello Puglisi      |
| 2009                         | Fabio Leimer                 | JD Motorsport         | N: Alexander Rossi       |